# Carlo Bellisomi
Carlo Bellisomi (né le 30 juillet 1736 à Pavie en duché de Milan, et mort le 9 août 1808 à Césène) est un cardinal italien du XVIIIe siècle et du début du XIXe siècle.

## Biographie
Le jeune Carlo Bellisomi étudie au Collegio Clementino de Rome. De retour dans sa ville natale en 1756, à la suite du décès de son père, il obtient de l'université de Pavie un double doctorat, en Droit canonique et en Droit civil. Il est ordonné prêtre en 1763 et entre à la Curie romaine en tant que référendaire attaché au Tribunal suprême de la Signature apostolique, sous le pontificat de Clément XIII.
Carlo Bellisomi est nonce apostolique à Cologne en 1775 et à Lisbonne (en) au Portugal en 1785,. Il est nommé archevêque titulaire de Tyane (de) en 1775 et est consacré le 24 septembre de la même année par le pape Pie VI avec comme co-consécrateurs Carlo Crivelli et Giovanni Andrea Archetti. Il est nommé comme évêque de Césène le 22 février 1795. Le pape Pie VI le crée cardinal in pectore lors du consistoire du 14 février 1785, mais sa création n'est rendue publique qu'en 1794. Il participe au conclave de 1799-1800, qui se tient à Venise, du fait de l'invasion de Rome par les troupes françaises du Directoire, ce qui avait entraîné la déportation puis la mort du pape Pie VI à Valence, en France, le 29 août 1799.

## Les surprises du conclave de 1799-1800

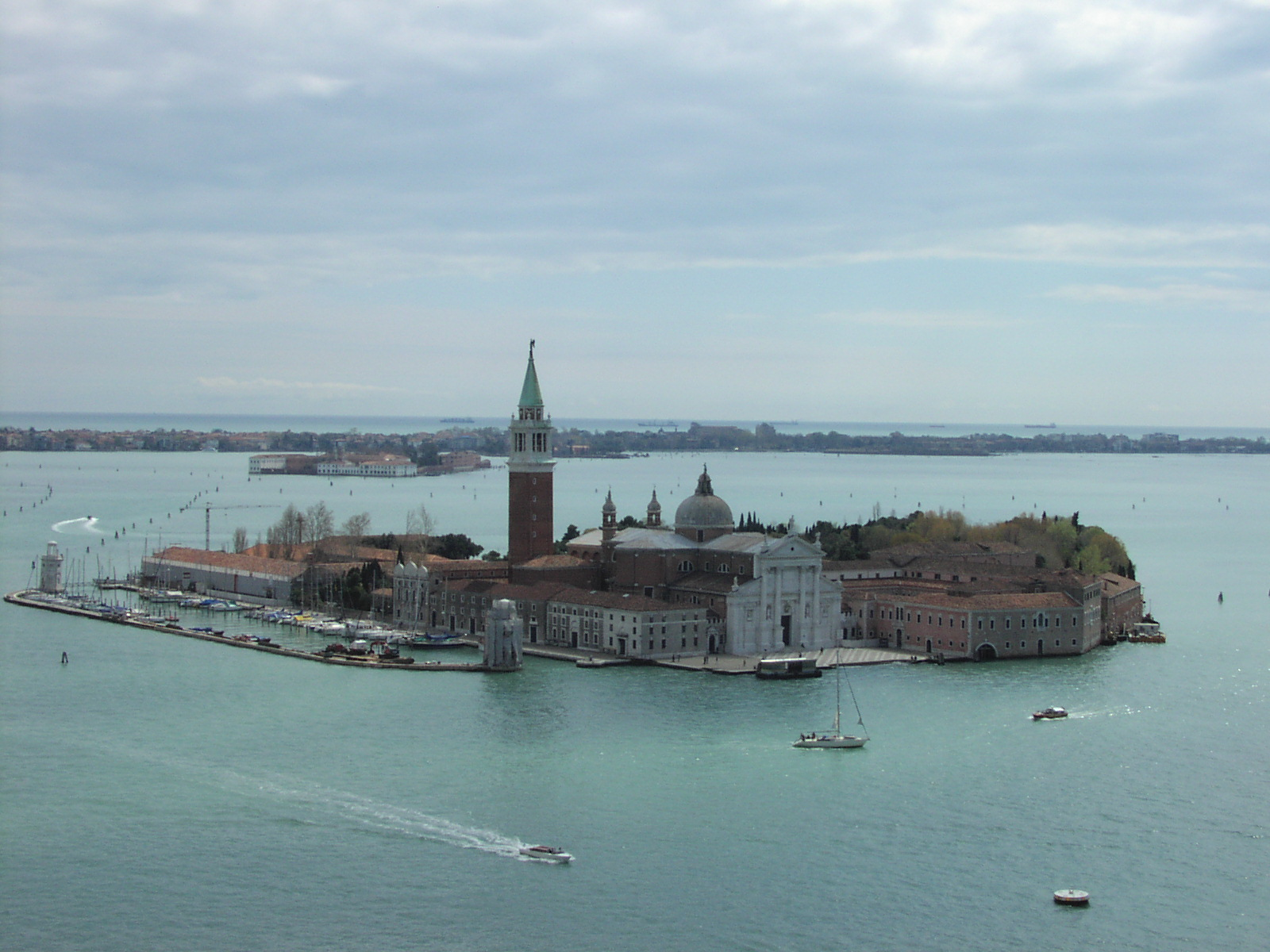
L'île de San Giorgio Maggiore vue du ciel, où s'enferma le conclave de 1799-1800 aboutissant à l'élection du pape Pie VII.

Le cardinal Bellisomi, doué de beaucoup de modération et de douceur de caractère, est le grand favori dès le début du conclave, réunissant d'emblée sur son nom le vote de 18 cardinaux parmi les 35 présents (11 cardinaux ayant été empêché d'y participer du fait de leur grand âge ou du fait des circonstances politiques orageuses du moment) ; il ne manquait donc plus au cardinal Bellisomi que 4 ou 5 voix pour atteindre les deux tiers requis pour être élu pape. C'est alors que, arrivé en retard au conclave, le cardinal Herzan informe les cardinaux que l'empereur François II d'Autriche, qu'il représente, n'est pas favorable au cardinal Bellisomi, sans toutefois présenter d'exclusive formelle (veto) contre lui, et que la cour de Vienne préférerait voir élu pape le cardinal Mattei, supposé politiquement plus proche d'elle.
Après de longs et feutrés débats, qui allaient néanmoins durer plusieurs mois à cause d'irréductibles blocages internes, le conclave, reclus depuis le 30 novembre 1799 à l'intérieur du monastère bénédictin de l'Île de San Giorgio Maggiore, se décide soudain à se détourner tout autant du vote Bellisomi que du vote Mattei, et élit finalement pape, le 14 mars 1800, de manière totalement imprévue, même dans les jours précédents, le cardinal Barnaba Chiaramonti devenant le pape Pie VII.
En 1801, à la demande de Napoléon Bonaparte, Premier consul, le cardinal Bellisomi préside le comité chargé de préparer les lois organiques organisant le clergé italien (1802), s'inspirant des règles du Concordat de 1801 signé avec le pape Pie VII. En septembre 1807, il opte pour le titre cardinalice de Sainte-Praxède.
Le cardinal Bellisomi décède en son évêché de Césène, le 9 août 1808, dans la cathédrale de laquelle se trouve son tombeau.

## Succession apostolique
Carlo Bellisomi a ordonné les évêques suivants :
- Évêque Marcelino José da Silva (pt) (1790)
- Archevêque Manuel Joaquim da Silva (pt) (1793)
- Évêque Pietro Luigi Rusconi (1801)